# غاري شيلتون
غاري شيلتون (بالإنجليزية: Gary Shelton)‏ (21 مارس 1958 بنوتنغهام في المملكة المتحدة - ) هو مدرب كرة قدم ولاعب كرة قدم بريطاني في مركز الوسط. شارك مع منتخب إنجلترا تحت 21 سنة لكرة القدم. أما مع النوادي، فقد لعب مع أستون فيلا وأكسفورد يونايتد وشيفيلد وينزداي ونادي بريستول سيتي ونادي روتشديل ونادي والسول ونوتس كاونتي ونادي تشستر سيتي.

## وصلات خارجية
- غاري شيلتون على موقع قاعدة بيانات كرة القدم.إي يو (الإنجليزية)
- غاري شيلتون على موقع Soccerbase.com (لاعب) (الإنجليزية)